# Отис (Колорадо)
Отис (енгл. Otis) град је у америчкој савезној држави Колорадо.

## Демографија
По попису из 2010. године број становника је 475, што је 59 (-11,0%) становника мање него 2000. године.
| Група             | 2000.       | 2010.       |
| Белци             | 516 (96,6%) | 435 (91,6%) |
| Афроамериканци    | 0 (0,0%)    | 0 (0,0%)    |
| Азијати           | 0 (0,0%)    | 1 (0,2%)    |
| Хиспаноамериканци | 16 (3,0%)   | 26 (5,5%)   |
| Укупно            | 534         | 475         |